# Hourglass (Dave Gahan)
Hourglass è il secondo album solista dell'artista britannico Dave Gahan, cantante, frontman e, dall'ultimo album di studio, anche autore di testi e musiche, dei Depeche Mode, uscito il 22 ottobre 2007, per l'etichetta storica del gruppo, la Mute Records.

## Il disco
Annunciato nel sito ufficiale dei Depeche Mode, nella primavera del 2007, l'album segue il long playing di debutto Paper Monsters del 2003. Anche nella realizzazione del nuovo lavoro, Gahan è stato affiancato da Andrew Phillpott e da Christian Eigner, suoi storici collaboratori che lo affiancarono anche nella creazione del primo album e delle tre canzoni Suffer Well, I Want It All e Nothing's Impossible, che entrarono poi a far parte dell'album Playing the Angel dei Depeche Mode. Il secondo disco solista di Dave, mixato da Tony Hoffer, è molto più elettronico del precedente. È uscito in più versioni: una classica versione CD, una versione CD più DVD e una versione limitata vinile più CD. Dall'album sono stati tratti due singoli: Kingdom, pubblicato l'8 ottobre 2007, e il double A-side Saw Something / Deeper and Deeper.

## Tracce
1. Saw Something – 5:14
2. Kingdom – 4:34
3. Deeper and Deeper – 4:34
4. 21 Days – 4:35
5. Miracles – 4:38
6. Use You – 4:48
7. Insoluble – 4:57
8. Endless – 5:47
9. A Little Lie – 4:53
10. Down – 4:34

Tracce bonus nella versione di iTunes
1. Kingdom (Digitalism Remix) – 5:36
2. Deeper and Deeper (SHRUBBN!! Dub) – 4:43
3. Use You (K10K Remix) – 6:03

### DVD
1. Hourglass – A Short Film – 17:52
2. Kingdom (promotional video) – 4:33
3. Hourglass – The Studio Sessions – 20:03
4. Endless from Hourglass. The Studio Sessions – 3:44

## Formazione
- David Gahan – voce, testi, composizione
- Andrew Phillpott – composizione, chitarre, basso, sintetizzatori, programmazione, produzione
- Christian Eigner – composizione, batteria, sintetizzatori, drum machine, programmazione, produzione
- John Frusciante - chitarra solista (in "Saw Something")
- Tony Hoffer - chitarra (in "A Little Lie"), missaggio, ingegnere del suono
- Graham Finn - basso (in "Kingdom"), chitarra (in "21 Days")
- Niko Stoessl - chitarra aggiuntiva e editing (in "Kingdom" e "Use You"), cori (in "Use You")
- Kevin Murphy - violoncello (in "Saw Something")
- Karl Ritter - chitarra dobro (in "Down")
- Jenni Muldaur - cori (in "Down")
- Kurt Uenala - editing, ingegnere del suono
- Ryan Hewitt, Andy Marcinkowski - ingegneri del suono
- Stephen Marcussen - mastering
- Anton Corbijn - fotografie, artwork, design della copertina